# Format d'affichage vidéo

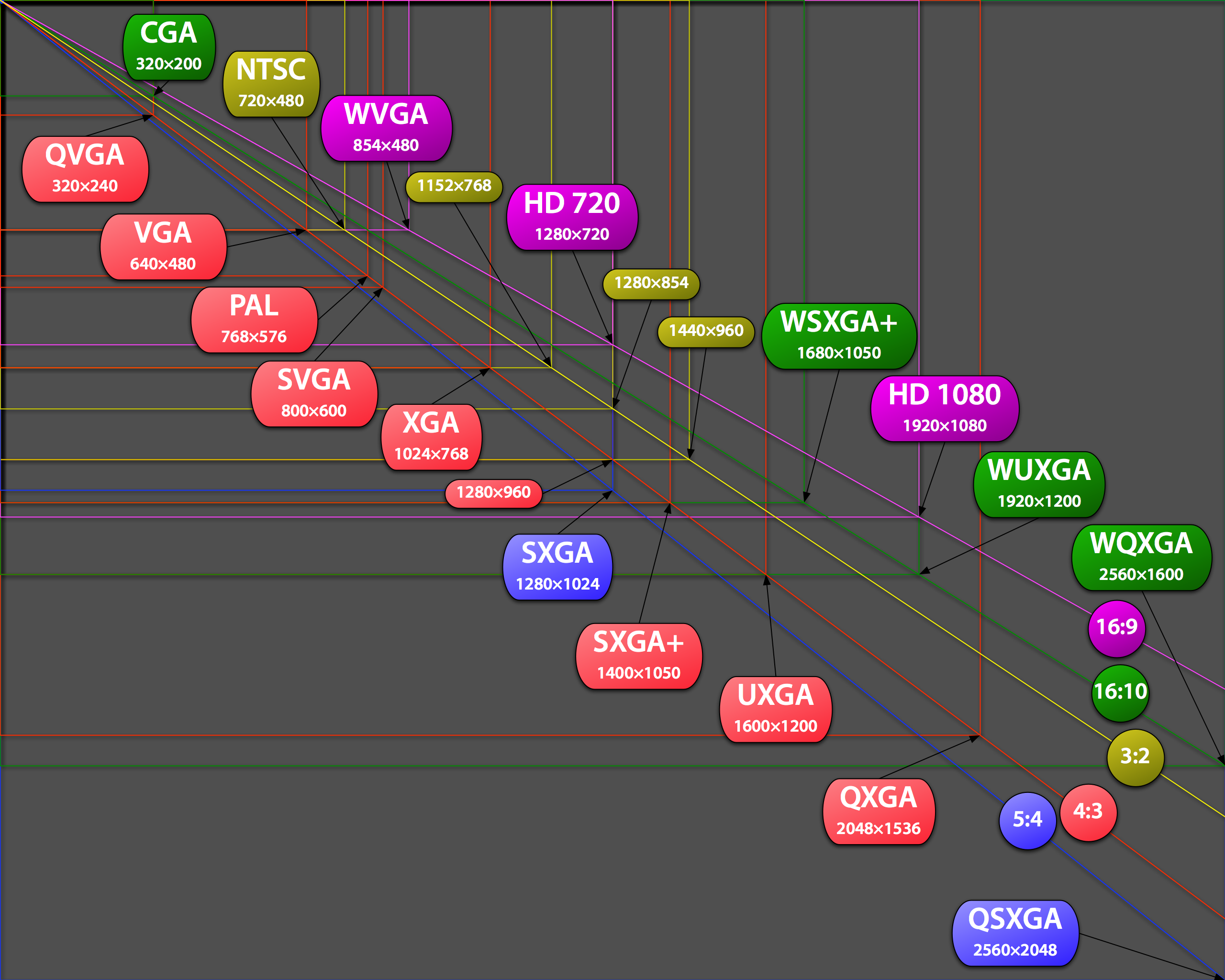
Comparaison des principaux formats standards (chaque ratio largeur sur hauteur est représenté dans une couleur différente).

Les formats d’affichage vidéo s'appliquent aussi bien au domaine de l'informatique que celui de l'équipement vidéo. Ces formats sont définis par leurs caractéristiques, comme :
- le ratio (rapport largeur / hauteur) ;
- la définition d'écran de l'image affichée (définie par le nombre de pixels sur la largeur et par le nombre de pixels sur la hauteur) ;
- la profondeur de couleur (nombre de teintes) exprimée en bits ou en nombre de couleurs ;
- la fréquence de rafraîchissement exprimée en hertz (Hz).

Certains de ces formats sont standardisés et quelques-uns normalisés, mais leur nombre et leur variété ne cesse d'évoluer avec les nouvelles technologies développées et exploitées par l'industrie de l'électronique.

## Significations des sigles
Bien que les lettres S (pour super) et U (pour ultra) fréquemment présentes n'aient pas de réelles significations sur la façon dont elle modifient les définitions de base, c'est le cas pour d'autres :
Wide (W)
Une définition "Wide" (Large en Anglais) possède le même nombre de lignes que la définition de base mais sa largeur est augmentée afin de respecter un ratio de 16:9 ou de 16:10. Par exemple, le VGA a une définition de 640 × 480 et le WVGA 854 × 480.
Hex(adecatuple) (H)
Seize fois plus de pixels que la définition de base (le nombre en hauteur et en largeur est multiplié par quatre).
Ultra (U)
Super (S)
Ces lettres sont souvent utilisées simultanément comme c'est le cas avec WQXGA et WHUXGA.
Quad(ruple) (Q) (avant XGA)
Quatre fois plus de pixels que la définition de base (le nombre en hauteur et en largeur est multiplié par deux). Exemple : XGA et QXGA.
eXtended (X) (dans XGA)
Indique une extension de la définition de base.
Plus (+) (après XGA uniquement)
Ce signe étend encore plus la définition XGA sans atteindre pour autant SXGA.
Half (H) (avant VGA)
Un Half (moitié en anglais) représente la moitié de la définition de base. Par exemple, le HVGA a moitié moins de pixels que le VGA. Cette taille d'écran est notamment utilisée par les PDA.
Quarter (Q) (avant VGA)
Un Quarter (quart en anglais) représente un quart de la définition de base (le nombre en hauteur et en largeur est divisé par deux). Par exemple, le QVGA a quatre fois moins de pixels que le VGA.

## Table de comparaison
| Format d’affichage vidéo | Définition  | Définition  | Pixels (en millions) | Ratio largeur/hauteur | Pourcentage de différence en pixels | Pourcentage de différence en pixels | Pourcentage de différence en pixels | Pourcentage de différence en pixels | Pourcentage de différence en pixels | Pourcentage de différence en pixels | Pourcentage de différence en pixels | Pourcentage de différence en pixels | Pourcentage de différence en pixels | Format écran large | Dimension typique de l’écran |
| Format d’affichage vidéo | X (largeur) | Y (hauteur) | Pixels (en millions) | Ratio largeur/hauteur | QVGA                                | VGA                                 | SVGA                                | XGA                                 | XGA+                                | SXGA                                | SXGA+                               | UXGA                                | QXGA                                | Format écran large | Dimension typique de l’écran |
| ------------------------ | ----------- | ----------- | -------------------- | --------------------- | ----------------------------------- | ----------------------------------- | ----------------------------------- | ----------------------------------- | ----------------------------------- | ----------------------------------- | ----------------------------------- | ----------------------------------- | ----------------------------------- | ------------------ | ---------------------------- |
| QVGA                     | 320         | 240         | 0,08                 | 1,33                  | 0%                                  | -75 %                               | -84 %                               | -90 %                               | -92 %                               | -94 %                               | -95 %                               | -96 %                               | -98 %                               |                    | 2,8″/ 7,11 cm                |
| VGA                      | 640         | 480         | 0,31                 | 1,33                  | 300 %                               | 0%                                  | -36 %                               | -61 %                               | -69 %                               | -77 %                               | -79 %                               | -84 %                               | -90 %                               | WVGA               |                              |
| SVGA                     | 800         | 600         | 0,48                 | 1,33                  | 525 %                               | 56 %                                | 0 %                                 | -39 %                               | -52 %                               | -63 %                               | -67 %                               | -75 %                               | -85 %                               |                    |                              |
| XGA                      | 1024        | 768         | 0,79                 | 1,33                  | 914 %                               | 156 %                               | 64 %                                | 0 %                                 | -21 %                               | -40 %                               | -47 %                               | -59 %                               | -75 %                               | WXGA               | 15″/ 38 cm                   |
| XGA+                     | 1152        | 864         | 1,00                 | 1,33                  | 1196 %                              | 224 %                               | 107 %                               | 27 %                                | 0 %                                 | -24 %                               | -32 %                               | -48 %                               | -68 %                               | WXGA+              | 17″/ 43 cm                   |
| SXGA                     | 1280        | 1024        | 1,31                 | 1,25                  | 1607 %                              | 327 %                               | 173 %                               | 67 %                                | 32 %                                | 0 %                                 | -11 %                               | -32 %                               | -58 %                               | WSXGA              | 17-19″/ 43-48 cm             |
| SXGA+                    | 1400        | 1050        | 1,47                 | 1,33                  | 1814 %                              | 379 %                               | 206 %                               | 87 %                                | 48 %                                | 12 %                                | 0 %                                 | -23 %                               | -53 %                               | WSXGA+             |                              |
| UXGA                     | 1600        | 1200        | 1,92                 | 1,33                  | 2400 %                              | 525 %                               | 300 %                               | 144 %                               | 93 %                                | 46 %                                | 31 %                                | 0 %                                 | -39 %                               | WUXGA              | 20″/ 51 cm                   |
| QXGA                     | 2048        | 1536        | 3,15                 | 1,33                  | 3996 %                              | 924 %                               | 555 %                               | 300 %                               | 216 %                               | 140 %                               | 114 %                               | 64 %                                | 0 %                                 | WQXGA              | 30″/ 76 cm                   |